# Chiesa di Santa Maria Assunta (Tregnago)
La chiesa di Santa Maria Assunta è la parrocchiale di Tregnago, in provincia e diocesi di Verona; fa parte del vicariato dell'Est Veronese, precisamente dell'Unità Pastorale Illasi - Tregnago - Vestene.

## Storia
La chiesa parrocchiale attuale fu costruita in soli sei mesi (come riporta un'epigrafe del tregnaghese Francesco Cipolla) nel 1879, grazie all'azione dell'intera popolazione, guidata dall'allora parroco don Felice Panato, ed è opera dell'architetto veronese don Angelo Gottardi.
Essa sorge sullo stesso sito della precedente chiesa, antica pieve, a sua volta eretta, come potrebbero testimoniare i reperti archeologici rinvenuti, su un luogo di culto romano.
Le prime notizie sulla pieve di S. Maria di Tregnago risalgono all'anno 1145 con la bolla di Papa Eugenio III a favore del Vescovo di Verona Tebaldo II, la Piae postulatio voluntatis, cui veniva confermato il possesso della chiesa.

Va detto che, vista la dedicazione alla Vergine, qualche storico ha fatto risalire l'edificio originario al V-VI secolo.
La pieve era un edificio diviso in tre navate, edificato intorno al 1180, tozzo, con il campanile che copriva in parte la facciata, mentre di fronte si trovava il sagrato, eliminato nel 1852.
L'edificio sacro, gestito dal 1588 dai benedettini del monastero cittadino veronese dei Santi Nazario e Celso, con gli abati ad assumere la carica di arcipreti (delegando la cura pastorale a parroci eletti e confermati dal Vescovo diocesano), possedeva anche un bel fonte battesimale ottagonale, presente nell'attuale edificio, che riportava il nome del committente, l'arciprete Jacobus Rubeus di Verona e la data 5 luglio 1438.
La sera del 27 novembre 1878 il campanile crollò improvvisamente, danneggiando la chiesa, che si decisa di demolire quasi in toto, mantenendo l'antica facciata (anche se, proprio a fine Ottocento, fu staccato il protiro pensile trecentesco e collocato sopra l'ingresso della vicina chiesa della Disciplina.
Tra il 1914 e il 1922 il parroco Pietro Vittorio Costalunga (1859-1932) volle ampliare l'edificio, allungandolo e arricchendolo dell'attuale facciata, progettata dall'ingegnere veronese Giovanni Franchini-Stappo, dall'apertura delle finestre absidali, dalle vetrate e dall'organo.
La chiesa fu consacrata il 14 ottobre 1922 dal cardinale Bartolomeo Bacilieri, Vescovo di Verona.

## Descrizione

### La facciata
La facciata novecentesca, progettata dall'ingegnere veronese Giovanni Franchini-Stappo, evidenzia lo stile con cui è stata costruita la chiesa, il neoromanico.
Essa è composta da quattro pilastri addossati e sormontati da edicole, che denunciano la suddivisione interna in tre navate, e presenta fasce alterne di tufo e cotto.
Sul frontone è presente un ampio rosone, lateralmente sono collocate due bifore, mentre sopra il portale strombato si trovano due ordini di polifore.
Il portale è ligneo e presenta, nella formella superiore, l'Assunta, titolare della chiesa.

### Interno
L'interno è a tre navate, con soffitto a volta sostenuto da colonne scanalate alternate con pilastri.
Le campate della navata centrale, sono cinque, mentre quelle delle navate laterali sono diciotto.
Le navate laterali sono larghe la metà rispetto a quella centrale.
Il presbiterio è preceduto da un ampio transetto, i cui bracci laterali presentano l'altare ligneo della Madonna a destra, progettato, assieme al pulpito, da Franchini-Stappo, e quello del Sacro Cuore a sinistra, ideato da Orseolo Massalongo.
La decorazione interna è opera del pittore veronese Gaetano Miolato e del suo collega meno noto Francesco Rigodanzo.
Spiccano le vetrate policrome, con scene e figure di santi in quelle laterali e della facciata, mentre le absidali, opera di Paginati, rappresentano la Resurrezione tra David e Santa Cecilia.
Sopra l'altare maggiore, sull'arcata absidale, è collocato un grande Crocifisso.

#### Organo
L'attuale organo, risalente al 1902, è opera della ditta veronese di Domenico Farinati.

Fu restaurato nel 1991 dall'artigiano Diego Bonato.

## Campanile e campane

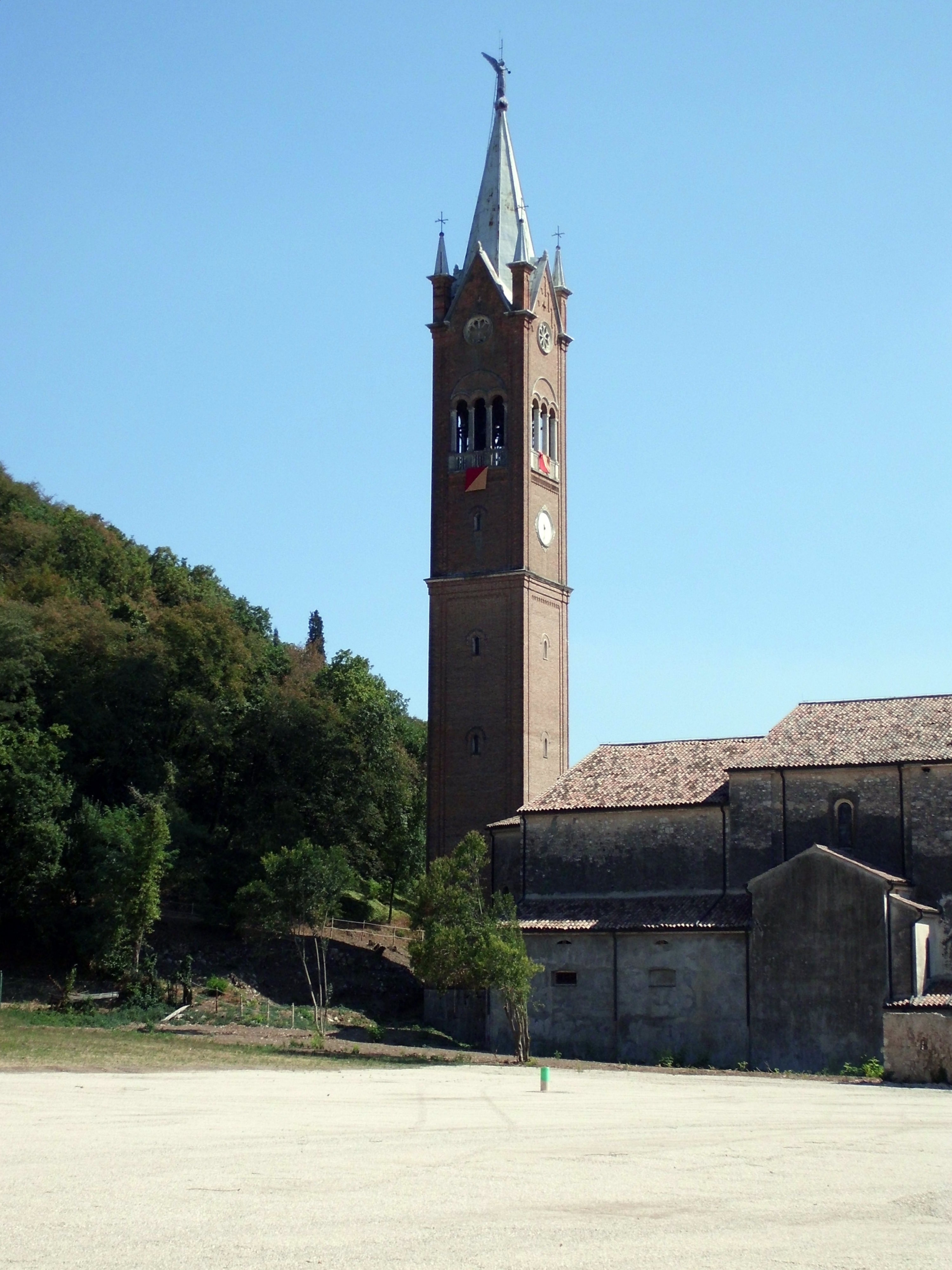
Il campanile attuale, che custodisce il concerto di 6+1 campane in Mib3 fuso da Cavadini.

L'antica torre campanaria, tozza, che copriva in parte la facciata della chiesa plebana, crollò la sera del 27 novembre 1878, danneggiando l'edificio sacro.
Prima le campane erano cinque in LA3 del 1737.
L'attuale campanile, progettato da Orseolo Massalongo, sorge retrostante alla chiesa e fu edificato tra il 1889 ed il 1892.

A pianta quadrata, molto slanciato in altezza, è interamente edificato in laterizio.
 
La cella campanaria, piuttosto alta, presenta quattro trifore a tutto sesto inscritte in altrettanti archi centinati.

La cuspide ha una copertura in rame, circondata da quattro pinnacoli in muratura sovrastati da coni in rame.

Alla sommità è presente un angelo con le ali spiegate
Il concerto campanario collocato nella torre è lo stesso di quella precedente, in quanto salvatosi nel crollo dell'antico campanile.

Risulta composto da 6+1 campane montate alla veronese.
Intonato in MI bemolle 3, è il più antico concerto esistente della fonderia Cavadini di Verona. 
Questi i dati del concerto:
1 – MIb3 - diametro 1142 mm - peso 850 kg - Fusa nel 1796 da Cavadini di Verona
2 - FA3 - diametro 1021 mm - peso 596 kg - Fusa nel 1946 da Cavadini di Verona
3 - SOL3 - diametro 908 mm - peso 430 kg - Fusa nel 1796 da Cavadini di Verona
4 - LAb3 - diametro 852 mm - peso 350 kg - Fusa nel 1796 da Cavadini di Verona
5 - SIb3 - diametro 780 mm - peso 270 kg - Fusa nel 1796 da Cavadini di Verona
6 – DO4 - diametro 761 mm - peso 250 kg - Fusa nel 1796 da Cavadini di Verona
8 – MIb4 - diametro 565 mm - peso 105 kg - Fusa nel 1894 da Cavadini di Verona
La campana nº8 è detta ottavino in quanto risulta un'ottava superiore rispetto alla campana maggiore, in questo caso non avvenuto.